# Джейк Ширз
Дже́йсон Ф. Се́ллардс (англ. Jason F. Sellards, род. 3 октября 1978 года, Меса, Аризона, США), более известный как Джейк Ширз (англ. Jake Shears), — американский певец, автор песен, актёр и писатель. Наиболее известен как один из лид-вокалистов поп-группы Scissor Sisters.

## Ранняя жизнь и образование
Ширз родился в Месе, штат Аризона, в семье отца-предпринимателя и матери-баптистки. Он вырос на острове Сан-Хуан, штат Вашингтон, и посещал школу Фрайди-Харбор (англ. Friday Harbor High School), где подвергался издевательствам со стороны сверстников. В возрасте 18 лет он переехал в общежитие при школе Северо-Запад (англ. The Northwest School) в Сиэтле, штат Вашингтон, чтобы закончить старшую школу. Позже он посещал Оксидентал Колледж в Лос-Анджелесе, Калифорния. В возрасте 19 лет, во время поездки к однокласснику в Лексингтон, штат Кентукки, он познакомился со Скоттом Хоффманом. Ширз и Хоффман быстро нашли общий язык и год спустя переехали в Нью-Йорк. В Нью-Йорке Ширз посещал колледж имени Юджина Лэнга (англ. Eugene Lang College of Liberal Arts) при Новой школе, где изучал литературное творчество.

## Карьера
Среди музыкантов, оказавших музыкальное влияние на Ширза, числятся Лео Сейер, ABBA, Blondie, Дэвид Боуи, Duran Duran, Roxy Music, The New York Dolls, Queen, Шер, Синди Лопер, Мадонна, Пол МакКартни, Pet Shop Boys, The Beatles и Долли Партон.

### Ранняя работа
Ширз работал в журналах «HX» и «Paper», а также исполнителем эротических танцев и танцором гоу-гоу в мужских стрип-клубах.

### Другая работа
31 октября 2017 года Ширз выпустил первый сингл в качестве сольного артиста, «Creep City».
9 ноября 2017 года было объявлено, что Ширз дебютирует на Бродвее с ролью Чарли Прайса в мюзикле «Kinky Boots». Его дебют состоялся 8 января 2018 года, а последнее выступление — 1 апреля того же года.
20 февраля 2018 года Ширз выпустил мемуары «Boys Keep Swinging: A Memoir».

## Личная жизнь
Ширз совершил каминг-аут перед родителями в возрасте 15 лет по настоянию Дэна Сэвиджа, который позже назвал свой совет «худшим в его жизни» в связи негативной реакцией родителей Ширза. Он был в отношениях с режиссёром Крисом Мукарбелом с 2004 по 2015 год.

## Дискография

### Сольные работы
- Creep City (сингл, 2017)
- Jake Shears (альбом, 2018)